# Paus Clemens VIII
Paus Clemens VIII, geboren als Ippolito Aldobrandini (Fano, 24 februari 1536 – Rome, 3 maart 1605) was paus van 1592 tot 1605.
Hij werd in 1585 kardinaal en in 1588 legaat van Sixtus V in Polen. Op 30 januari 1592 werd hij tot paus verkozen.
Hij had een enorme werklust en was een bekwaam jurist en diplomaat. Al in het eerste jaar van zijn pontificaat nam hij het Quirinaal in gebruik als zomerpaleis.
Een belangrijke doelstelling van zijn beleid was het verminderen van zijn afhankelijkheid van Spanje. Hij herriep de excommunicatie van Hendrik IV van Frankrijk na diens bekering tot het katholicisme in 1593 en bracht in 1598 tussen Frankrijk en Spanje de Vrede van Vervins tot stand. Dankzij de aldus verkregen machtige Franse bondgenoot kon hij het hertogdom Ferrara beroven van zijn hoofdstad Ferrara en bij de Kerkelijke Staat inlijven.
In 1595 riep hij enkele Europese landen op om de Habsburgse monarchie te hulp te snellen in de Vijftienjarige Oorlog tegen het Ottomaanse Rijk.
Andere opmerkelijke aspecten van zijn pontificaat waren het goedkeuren van koffie voor gebruik door christenen (koffie werd tot dan toe als een typisch Turkse en islamitische drank beschouwd, die voor moslims het gemis van alcohol moest goedmaken), de terechtstelling van de vrijdenker Giordano Bruno in 1600, en het uitvaardigen van diverse anti-joodse maatregelen, die tegenwoordig als antisemitisme kunnen worden opgevat. In 1601 stelde hij de Litanie van Loreto vast.
Aan het eind van zijn leven werd hij getroffen door jicht. Hij bracht zijn laatste jaren grotendeels in bed door en overleed op 69-jarige leeftijd.
De militaire en diplomatieke successen van Clemens VIII zijn op zijn praalgraf uitgebeeld.
Cursief: tegenpaus